# دریای تاسمان

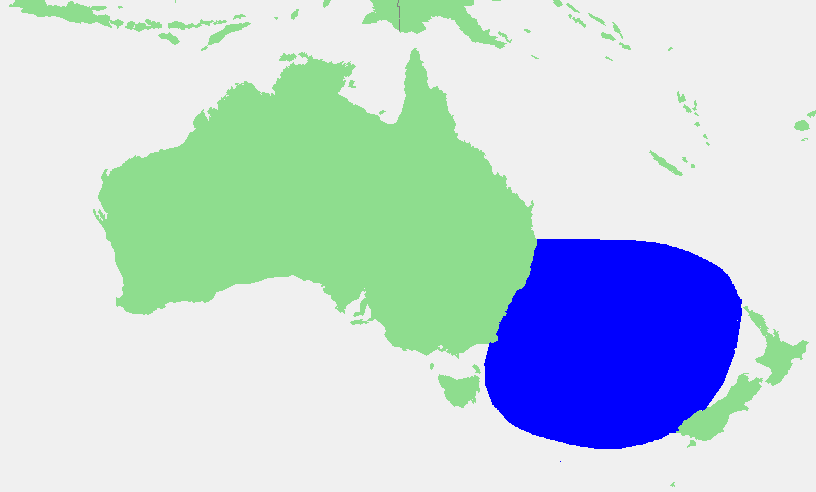
محدودهٔ دریای تاسمان (رنگ آبی)

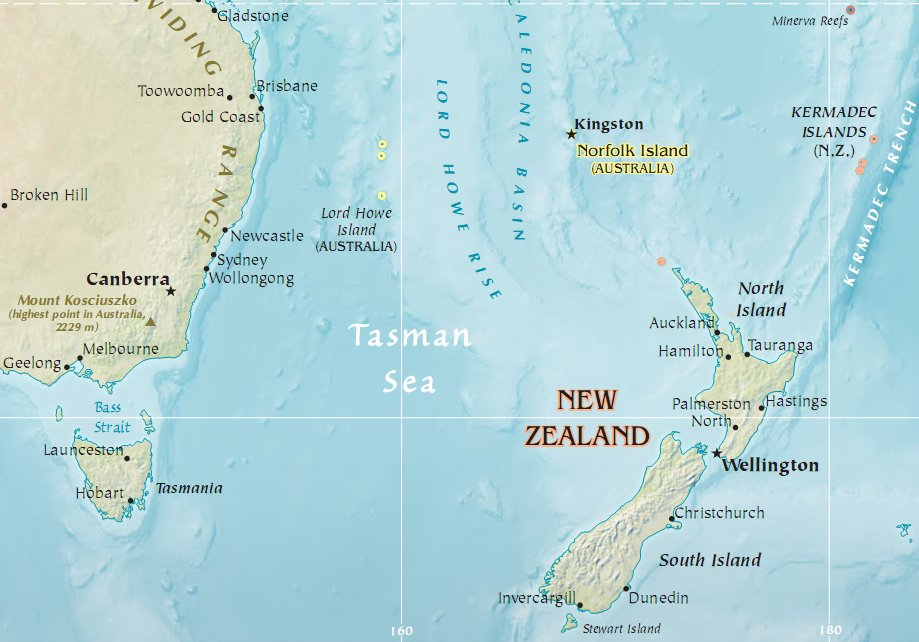
نقشهٔ دریای تاسمان

دریای تاسمان (به انگلیسی: Tasman Sea) بخشی از آب‌های اقیانوس آرام جنوبی است که در بین کرانه‌های جنوب شرقی استرالیا، شرق جزیرهٔ تاسمانی و غرب سواحل نیوزیلند واقع شده‌است. این دریا در حدود ۲٬۲۵۰ کیلومتر پهنا و در عمیق‌ترین نقطهٔ خود در حوضهٔ تاسمان بیش از ۵٬۲۰۰ متر ژرفا داشته و در شمال به دریای مرجان می‌پیوندد. همچنین تنگه باس در میان استرالیا و جزیرهٔ تاسمانی، دریای تاسمان را در جنوب غربی به اقیانوس هند پیوند می‌دهد.
دریای تاسمان به افتخار دریانورد هلندی آبل تاسمان که در ۱۶۴۲ از آن گذشت چنین نام‌گذاری شده‌است. جیمز کوک، دریانورد انگلیسی و دیگران در دههٔ ۱۷۷۰ موفق به کشف خطوط ساحلی استرالیا و نیوزیلند شدند.
وجود جریان‌های مختلف اقیانوسی در دریای تاسمان سبب شده تا بخش جنوبی آن دارای آب و هوای معتدل و بخش شمالی آن دارای اقلیم نیمه‌گرمسیری باشد. همچنین قرار گرفتن این دریا در مسیر وزش بادهای غربی موسوم به بادهای چهلگان سبب شده تا حالتی طوفانی داشته باشد. وجود میدان‌های نفتی در حوضهٔ گیپسلند در شرقی‌ترین نقطهٔ تنگهٔ باس همراه با صنعت ماهیگیری، اساس اقتصاد منطقه را تشکیل می‌دهند. شهر سیدنی واقع در استرالیا، بزرگترین شهر حاشیهٔ دریای تاسمان به‌شمار می‌رود.